# Park Da-yeon
Park Da-yeon (Hangul: 박다연), es una actriz infantil surcoreana.

## Carrera
Se dio a conocer en septiembre de 2019 cuando se unió al elenco recurrente de la popular serie The Tale of Nokdu donde interpretó a Hwang Aeng-do, la encantadora, madura pero entrometida hija del general Hwang Jang-gun (Lee Moon-sik). Por su interpretación recibió un premio en los "33rd KBS Drama Award" en la categoría de mejor actriz infantil.
El 7 de octubre de 2020 se unió al elenco recurrente de la serie Tale of the Nine Tailed donde dio vida a Nam Ji-ah y a Ah-eum de pequeñas, hasta el 5 de noviembre del mismo año. Papel interpretado por la actriz Jo Bo-ah de adulta.
En octubre del mismo año se unió al elenco recurrente de la serie The Search donde interpretó a Cheon Soo-young, la alegre hija de Kim Da-jeong (Moon Jeong-hee) y Chun Min-jae (Lee Soon-won).

## Filmografía

### Series de televisión
| Año  | Título                  | Personaje                       | Notas       |
| ---- | ----------------------- | ------------------------------- | ----------- |
| 2020 | The Search              | Cheon Soo-young                 |             |
| 2020 | Tale of the Nine Tailed | Nam Ji-ah / Ah-eum (de pequeña) | 5 episodios |
| 2020 | The Tale of Nokdu       | Hwang Aeng-do                   |             |
| 2018 | Sunny Again Tomorrow    | Han Soo-jung (de pequeña)       |             |

## Premios y nominaciones
| Año  | Categoría          | Premios              | Trabajo           | Resultado |
| ---- | ------------------ | -------------------- | ----------------- | --------- |
| 2019 | Best Child Actress | 33rd KBS Drama Award | The Tale of Nokdu | Ganó      |